# المجلس الإسلامي الشيعي الأعلى
يُعَد المجلس الإسلامي الشيعي الأعلى المرجعية الرسمية لدى الطائفة الشيعية في لبنان، وهو يتبع رئاسة مجلس الوزراء في الجمهورية اللبنانية، تولى تأسيسه الإمام الشيعي موسى الصدر وأقر مجلس النواب اللبناني اقتراح إنشائه عام 1967، وبتاريخ 1969 انتخبت الهيئة العامة للمجلس الإمام موسى الصدر أول رئيس للمجلس، وبعد اختفاء موسى الصدر ورفيقيه عام 1978، تولى رئاسة المجلس محمد مهدي شمس الدين إلى حين وفاته عام 2001، ويرأسه حاليا بالنيابة عبد الأمير قبلان، وله نائبان مدني وديني، وقد جاء خلفا لمحمد مهدي شمس الدين في رئاسة المجلس (بالنيابة) إلى حين وفاته عام 2021 ، وقد تأخر انتخاب رئيس أصيل للمجلس حتى الآن.

## لمحة تاريخية
منذ استقلال لبنان أي من سنة 1943 إلى سنة 1959، كانت الأوضاع السياسية والاقتصادية للطائفة الشيعية تتنازعها معادلة التوازن بين مختلف الطوائف اللبنانية بحيث بقي الشيعة على الأطراف مهمّشين اقتصادياً واجتماعياً، يحاصرهم الحرمان والبؤس، ويعيشون حول العاصمة بيروت في مجمعات سكنية تفتقر إلى أبسط أشكال الحياة الأساسية، بحيث تحولت إلى مركز أساسي جاذب لكل القوى الريفية المهمشة، الأمر الذي أحدث اختلالاً جذرياً بالأدوار الملقاة على عاتق العاصمة، وأدخل انماطاً ريفية إلى المدينة محمولة بالاعتقاد الديني ومرارة العيش، وشظف الحياة وعدم العدالة الاجتماعية، ورفض سياسة الإقطاع التي كان يمارسها نظام سياسي يرتكز على مبدأ التصنيف الطائفي والمذهبي والمناطقي، ويعتمد في سلوكياته وأدبياته السياسية على الاستئثار بالسلطة والهيمنة على مختلف مرافق الدولة ومفاصلها المالية والعسكرية، في ظل إبعاد شبه كلي للطائفة الشيعية التي كانت تكابد الفقر وصعوبة الحياة، لا سيما في البقاع والجنوب حيث كانت المعاناة كبيرة بسبب تزايد الإهمال وغياب المؤسسات وقصور الدولة في تأدية واجباتها، تجاه المواطنين الشيعة الذين كانوا ضحية تواطؤ مزدوج بين السلطة والنخب المستأثرة بها آنذاك.
في ظل هذه الأوضاع، جاء الإمام الصدر إلى لبنان، وكان ذلك في سنة 1957، ليستقر فيه نهائياً سنة 1959. ويبدأ مسيرته المطلبية والإصلاحية لا سيما في ما يتعلق بحقوق الطائفة الشيعية ودورها الذي كاد أن يكون مغيباً، يؤازره في ذلك بعض المخلصين كان من أبرزهم الشيخ عبد الأمير قبلان، ومن أهم ثمرات هذه المسيرة إنشاء المجلس الإسلامي الشيعي، الأعلى، حيث أظهرت الحاجة ضرورة تنظيم شؤون الطائفة من خلال مجلس يرعاها أسوة بباقي الطوائف. وبالرغم من المعارضة داخل الطائفة وخارجها، عقد الإمام موسى الصدر مؤتمراً صحفياً بتاريخ 15-6-1966، عرض فيه آلام الطائفة ومظاهر حرمانها، مبيّناً الأسباب الموجبة لإنشاء هذا المجلس. وهكذا أتت الدعوة ثمارها وأقر مجلس النواب اللبناني اقتراح إنشائه بتاريخ 16-5-1967، وبتاريخ 23-5-1969، انتخبت الهيئة العامة للمجلس الإمام موسى الصدر أول رئيس للمجلس

## برنامج العمل
وأعلن سماحته عن برنامج عمله الذي تضمن الخطوط الرئيسة الآتية:
- تنظيم شؤون الطائفة وتحسين أوضاعها الاجتماعية والاقتصادية.
- القيام بدور إسلامي كامل فكراً وعملاً وجهاداً.
- عدم التفرقة بين المسلمين والسعي إلى التوحيد الكامل.
- التعاون مع كافة الطوائف اللبنانية لحفظ وحدة لبنان.
- ممارسة المسؤوليات الوطنية والقومية والحفاظ على استقلال لبنان وحريته وسلامة أراضيه.
- محاربة الجهل والفقر والتخلف والظلم الاجتماعي والفساد الخلقي.
- دعم المقاومة الفلسطينية والمشاركة الفعلية مع الدول العربية الشقيقة لتحرير الأراضي المغتصبة، في إطار إستراتيجية عربية موحدة.

## المؤسسون
- السيد موسى الصدر
- الشيخ سليمان اليحفوفي
- الشيخ خليل إبراهيم ياسين
- النائب فضل الله دندش
- النائب محمد عباس ياغي
- الرئيس صبري حماده
- النقيب رياض طه
- الرئيس حسين الحسيني
- النائب محمود عمار

## وصلات خارجية
الموقع الرسمي للمجلس الإسلامي الشيعي الأعلى في لبنان

## معرض الصور

مؤسسو المجلس الإسلامي الشيعي الأعلى
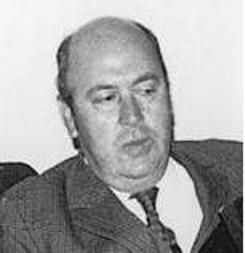
النائب السابق محمد عباس ياغي
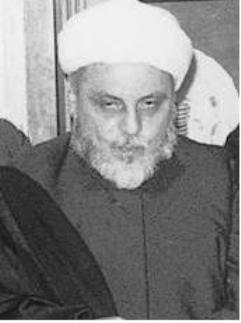
المفتي الشيخ سليمان اليحفوفي
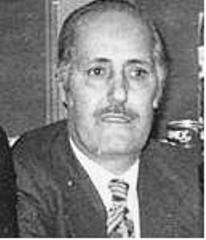
النائب السابق فضل الله دندش
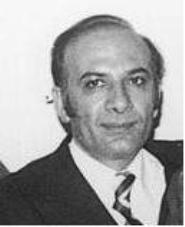
الرئيس حسين الحسيني
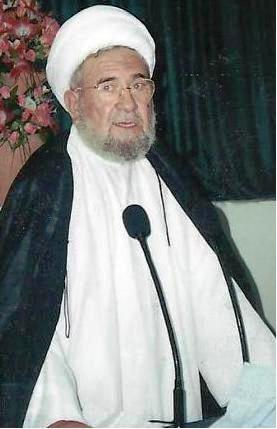
الشيخ محمود رضا فرحات، المدير العام السابق للمجلس الإسلامي الشيعي الأعلى-المتوفي عام 2005
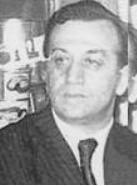
نقيب الصحافة رياض طه
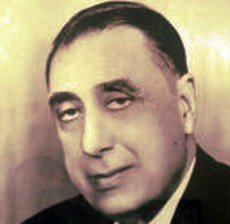
الرئيس صبري حماده